# رافاييل ألبا
رافاييل ألبا هو لاعب تايكوندو كوبي، ولد في 12 أغسطس 1993.

## وصلات خارجية
- رافاييل ألبا على موقع TaekwondoData.com (الإنجليزية)
- رافاييل ألبا على موقع أوليمبيديا (الإنجليزية)